# -1
-1 (минус едно) е цяло число, следващо -2 и предхождащо 0. -1 е най-голямото цяло отрицателно число.
Минус едно с арабски цифри се записва „-1“, с китайски цифри – „负一“, „负弌“ или „负壹“, с бенгалски цифри – „−১“.

## Общи сведения
- Умножение или деление с -1 е еквивалентно на промяна на знака.
- -1 е нечетно число.
- -1 повдигнато на четна степен е равно на +1
- -1 повдигнато на нечетна степен е равно на -1
- Число, повдигнато на степен -1 дава реципрочната му стойност, т.е. x−1 = 1/x
- {\displaystyle {\sqrt {-1}}} = {\displaystyle i\,}, или корен квадратен от -1 е равнен на т.нар. имагинерна единица от Теорията на комплексните числа и обратно,
- {\displaystyle i\,}2 = -1
- -1 е един от компонентите на Формула на Ойлер.

## Други
- -1 е година преди Новата ера.
- UTC-1 е часови пояс с един час на запад от Гринуич